# Willi Pohl (Fußballspieler)
Willi Pohl (* 13. März 1901; † März 1988) war ein deutscher Fußballspieler.

## Werdegang
Willi Pohl spielte in den 1920er Jahren für Arminia Bielefeld. Mit der Arminia wurde er 1922 und 1923 jeweils Westdeutscher Meister und qualifizierte sich jeweils für die Endrunde um die deutsche Meisterschaft. Im Endspiel von 1923 gegen TuRU Düsseldorf gelang ihm in der Verlängerung der entscheidende Treffer zum 4:3. Im Viertelfinalspiel um die Deutsche Meisterschaft traf die Arminia auf Union Oberschöneweide. Im Wiederholungsspiel brachte Pohl die Bielefelder in Führung, ehe Oberschöneweide noch nach Verlängerung gewann. Pohl wurde für das Länderspiel der deutschen Nationalmannschaft am 10. Mai 1923 in Hamburg gegen die Niederlande nominiert. Allerdings musste er verletzungsbedingt absagen. Später spielte Pohl noch für den VfL Salzuflen und trainierte von 1940 bis 1942 gemeinsam mit Otto Kranefeld Arminia Bielefeld.